# PWS–24
A PWS–24 a Podlasiei Repülőgépgyárban (PWS) az 1930-as évek elején tervezett lengyel egymotoros, négyszemélyes utasszállító repülőgép. A LOT Lengyel Légitársaságnál 1933–1936 között állt szolgálatban. Ez volt a lengyel nemzeti légitársaság által az 1930-as években használt egyetlen hazai sorozatgyártású repülőgép.

## Története
A repülőgép a sikertelen PWS–21 továbbfejlesztésével jött létre, melynek könnyű, 300 kg-os szárnyát átvették az új típushoz is, míg a törzs és a vezérsíkok teljesen új konstrukció volt. A repülőgép tervezését Stanisław Cywiński irányította. Az SP-AGR lajstromjelű prototípus első repülésére 1931 augusztusában került sor Biała Podlaskában. A berepülési program és kisebb módosítások után a gép sikeresen szerepelt a lengyel Közlekedési Minisztérium pályázatán, melyet LOT-nál üzemeltetett Junkers F 13 leváltására hirdettek meg. A LOT a Lublin R–XVI ellenében a PWS–24-es szolgálatba állítása mellett döntött, míg a másik versenytárs, a PZL.16 fejlesztését egy baleset miatt félbehagyták, így kiesett a versenyből. 1932-ben a prototípussal kísérleteket végeztek, melynek során a 240 LE-s Wright Whirlwind J–5 csillagmotor helyett először egy 224 kW (300 LE) maximális teljesítményű Lorraain Algol motort, majd egy 298 kW-os (400 LE) Pratt & Whitney Wasp Junior motort építettek be. Az erősebb motorokkal az alapváltozat 185 km/h maximális sebessége helyett 225 km/h sebességet sikerült elérni.
A Közlekedési Minisztérium öt darabot rendelt a típusból. Ezeket az gépeket az alapváltozatnak megfelelően Whirleind J5 motorokkal 1933-ban építették meg, majd SP-AJF, SP-AJG, SP-AJH, SP-AJJ és SP-AJK lajstromjellel állították szolgálatba. 1934-ben egy újabb öt darabos sorozatot rendeltek a LOT számára. Ezeket a gépeket már Wasp Junior csillagmotorokkal szerelték fel. A PWS–24bis típusjelzésű változat gépei az SP-AMN, SP-AMO, SP-AMP, SP-AMR és SP-AMS lajstromjelet kapták. Ezzel egy időben egy első szériából való gépet, az SP-AJH-t is PWS-24bis változatra építették át, új lajstromjele SP-ASY lett.

## Alkalmazása
A PWS–24-es gépeket a LOT Lengyel Légitársaság 1933. május 1-jétől állította forgalomba a belföldi járatain. A gép repülési jellemzői és megbízhatósága azonban elmaradt a LOT-nál üzemeltetett hasonló külföldi típusokétól, mint például Fokker F.VIIa/1m, így a LOT már 1935-ben elkezdte a PWS–24-es gépek kivonását. Két sorozatgépet (SP-AJF és SP-AJJ), valamint a prototípust 1935-ben légi fényképező repülőgéppé alakították át. 1936-ban azonban négy, majd 1938-ban a maradék egy alapváltozatú, első sorozatból való PWS-24-est selejtezték.
A PWS–24bis gépek 1935-ben álltak szolgálatba a LOT-nál, de csak 1936-ig használták őket. Az SP-AMR-t eladták a Lengyel Légierőnek, amely vezérkari gépként használta, későbbi sorsa nem ismert. Az alapváltozatból PWS–24bis-re átépített SP-ASY-t és az SP-AMN gépet 1937-ben selejtezték. Az SP-AMO-t 1936-ban eladták a lengyel Tengeri és Gyarmati Szövetségnek, de a gép később egy motorpróba során összetört. Az SP-AMP és SP-AMS lajstromjelű gépeket 1936-ban légi fényképező repülőgéppé alakították át és egészen 1939 szeptemberéig, a Lengyelország elleni német támadásig használták őket. A német támadás után az SP-AMP megrongálódott, míg az SP-AMS-el sikerült Romániába repülni, ahol a román hatóságok internálták. A gépet a második világháború alatt Romániában légi fényképezésre használták.

## Szerkezeti kialakítása és műszaki jellemzői
A PWS vegyes (fém és fa) építésű, felsőszárnyas, egymotoros repülőgép. A gép törzse acélból készült rácsszerkezet, melyet fa keretre rögzített vászonnal borítottak. Az egyenes, végein elliptikus, egyrészes, két főtartós szárny szabadonhordó, fából készült konstrukció, fa rétegeslemez borítással. A farokrész és a vezérsíkok acélból készült rácsszerkezet, amelyet vászonnal borítottak. A pilótafülke és az utaskabin zárt. A szárnyak előtt elhelyezkedő pilótafülke kétszemélyes, melyben a pilóta és a szerelő foglal helyet. A törzsben, a pilótafülke mögött, a szárnyak alatt helyezték el a négy utas szállítására alkalmas utaskabint, melynek ajtaja a törzs bal oldalán kapott helyet. A repülőgépet hajtó csillagmotort az orr-részbe építették. A kéttollú, változtatható állásszögű fém légcsavart forgat motor körül Townend-gyűrűt helyeztek el. Az első sorozat gépeibe 180 kW (240 LE) maximális teljesítményű és 164 kW (220 LE) névleges teljesítményű, kilenchengeres Wright Whirlwind J–5 csillagmotort építettek. A második sorozat PWS–24bis gépei erősebb, 313 kW (420 LE) maximális teljesítményű és 298 kW (400 LE) névleges teljesítményű Pratt & Whitney Wasp Junior TB csillagmotort kaptak. A repülőgép 260 l össz-kapacitású üzemanyagtartályait a szárny középső részében helyezték el. A PWS–24 átlagos üzemanyag-fogyasztása a gazdaságos utazósebességnél 50–58 l/h, a PWS–24bis esetében 95 l/h volt. A repülőgép futóműve hagyományos, hárompontos. A főfutók rugóstagjai a szárnyhoz kapcsolódnak.

## Műszaki adatai (PWS–24bis)

### Tömeg- és méretadatok
- Fesztáv: 15 m
- Hossz: 9,65 m
- Szárnyfelület: 31,75 m²
- Magasság: 2,95 m
- Üres tömeg: 1220 kg
- Legnagyobb felszállótömeg: 2000 kg
- Hasznos terhelés: 780 kg

### Motor
- Motor típusa: Pratt & Whitney Wasp Junior TB kilenchengeres léghűtéses csillagmotor
- Motorok száma: 1 db
- Maximális teljesítmény: 313 kW (420 LE)
- Névleges teljesítmény: 298 kW (400 LE)

### Repülési adatok
- Gazdaságos utazósebesség: 180 km/h
- Maximális sebesség: 225 km/h
- Leszálló sebesség: 90 km/h
- Emelkedőképesség: 4,2 m/s
- Szárny felületi terhelése: 63 kg/m²
- Maximális utazómagasság: 5000 m
- Hatótávolság: 700 km

## Hasonló repülőgépek
- PWS–54
- Lublin R–XVI
- Fokker F.VII